# Blaukappentangare
Die Blaukappentangare (Tangara cyanocephala) ist eine in Südamerika vorkommende Vogelart aus der Familie der Tangaren (Thraupidae).

## Merkmale
Die Blaukappentangare erreicht eine Körperlänge von etwa 13 Zentimetern und ein Gewicht von 16,0 bis 21,6 Gramm. Die Vögel sind sehr bunt gefärbt und zeigen die folgenden Gefiederfarben:
- Oberkopf und Kehle: Blau
- Hals: Rot
- Brust, Bauch, Bürzel, Steuerfedern und Armschwingen: Grün
- Handschwingen: Grün mit schwarzen Spitzen
- Augenring: Türkis
- Spitzen der Großen Armdecken: Orange
- Schnabelansatz sowie Kleine und Mittlere Armdecken: Schwarz.

Die Geschlechter unterscheiden sich farblich kaum. Die Weibchen zeigen etwas blassere Farben. Aufgrund des sehr markanten Farbenmusters sind die Vögel unverwechselbar. Jungvögel sind nahezu einfarbig grün gefärbt.

## Verbreitung, Unterarten und Lebensraum
Neben der im Südosten Brasiliens und Paraguays sowie im Nordosten Argentiniens vorkommenden Nominatform Tangara cyanocephala cyanocephala sind zwei weitere Unterarten bekannt:
- Tangara cyanocephala cearensis Cory, 1916 – in Ceará.
- Tangara cyanocephala coralina (Berlepsch, 1903) – in Pernambuco und im Norden von Bahia.

Blaukappentangare bewohnen bevorzugt Wälder und Waldränder in Höhenlagen bis 1000 Meter oder darüber. Zuweilen besiedeln sie auch Stadtparks.

## Lebensweise
Die Vögel ernähren sich in erster Linie von Früchten, in geringem Maße auch von Insekten (Insecta). Sie halten sich bevorzugt in höheren Regionen von Bäumen in kleinen Gruppen, auch in Gesellschaft mit weiteren Tangaren-Arten auf. Informationen bezüglich des Brutverhaltens liegen momentan nur von in Gefangenschaft gehaltenen Vögeln vor. Das tassenförmige Nest wird in erster Linie aus getrockneten Gräsern gefertigt, in das drei Eier gelegt werden. Diese sind weißlich gefärbt und mit einigen bräunlichen Flecken versehen. Nur das Weibchen brütet. Die Brutdauer beträgt 12 bis 13 Tage. Nestlinge fliegen nach 15 Tagen aus, werden von beiden Eltern jedoch weitere dreieinhalb Wochen mit Nahrung versorgt.

## Gefährdung und Schutz
Die Blaukappentangare, die früher in großen zusammenhängenden Gebieten vorkam, inzwischen jedoch in voneinander getrennten Einzelgebieten zu finden ist, wird von der Weltnaturschutzorganisation IUCN dennoch als  „Least Concern = nicht gefährdet“ klassifiziert.